# Hariphunchai

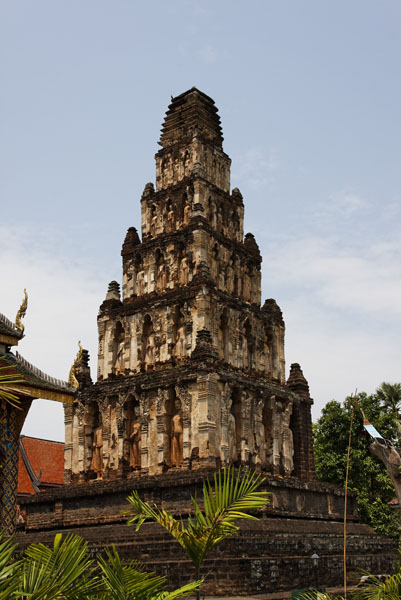
Świątynia Wat Kukut w Lamphun z okresu Hariphunchai

Hariphunchai (taj. หริภุญชัย) – państwo mońskie ze stolicą w mieście Lamphun (zwanym wówczas Haripunchai) na północy obecnej Tajlandii. Stanowiło ostatnie z niezależnych księstw mońskich, wchodzących w skład tzw. królestwa Dwarawati. Władza Hariphunchai obejmowała także żyzną dolinę Chiang Mai. Według przekazów zawartych w kronikach Camadevivamsa i Jinakalamali miasto Hariphunchai zostało założone w VII w., obecnie uważa się, że powstało dopiero w VIII w. W wieku XI skutecznie opierało się najazdom Khmerów. Wiek XIII uważany jest za złoty okres w historii tego państwa, lecz w roku 1292 stolica została zdobyta przez Mangraia, władcę północno-tajskiego królestwa Lanna.